# The Climb
«The Climb» —en español: «La subida»— es una canción interpretada por la cantante estadounidense Miley Cyrus para la película de 2009 Hannah Montana: The Movie. La canción fue escrita por Jessi Alexander y Jon Mabe, y producida por John Shanks. Se lanzó el 5 de marzo de 2009 como el sencillo principal de la banda sonora de la película bajo el sello Walt Disney Records, y también se incluyó como pista adicional en la versión internacional del álbum The Time of Our Lives. La canción es una power ballad con letras que describen la vida como un viaje difícil pero gratificante. Está estilizada como una balada de pop country y fue la primera canción en solitario de Cyrus que se lanzó en la radio country. La instrumentación incluye piano, guitarra y violines.
La canción fue nominada en la categoría de «Mejor Canción Escrita para una Película, Televisión u Otros Medios Visuales» en la 52.ª edición de los Premios Grammy; sin embargo, Walt Disney Records retiró la candidatura porque no había sido escrita específicamente para una película, como requerían las reglas de elegibilidad de la categoría. La canción se convirtió en un éxito entre los diez primeros en las listas de Australia, Canadá, Noruega y Estados Unidos. En Estados Unidos, alcanzó el número cuatro en el Billboard Hot 100 y se convirtió en el octavo sencillo digital más vendido de 2009. Cinco meses después de su lanzamiento, el sencillo fue certificado triple platino por la Asociación de la Industria de Grabación de América (RIAA).
El video musical que acompaña la canción fue dirigido por Matthew Rolston y muestra escenas de Cyrus escalando una montaña o cantando, intercaladas con clips de Hannah Montana: The Movie. Cyrus promocionó la canción con varias presentaciones en vivo, incluyendo como número de cierre de su Wonder World Tour y durante su Gypsy Heart Tour. «The Climb» ha sido versionada por varios artistas y fue la canción más popular entre los aspirantes de la novena temporada del concurso de canto estadounidense American Idol, con Hollie Cavanagh interpretándola en el top seis de la undécima temporada. Simon Cowell, creador del programa de talentos británico The X Factor, eligió «The Climb» como el sencillo debut del ganador de la sexta serie de la competencia. La versión del ganador Joe McElderry, lanzada el 14 de diciembre de 2009 por Syco Music, alcanzó el primer lugar en las listas de sencillos de Irlanda y el Reino Unido.
Antes de su lanzamiento oficial, la canción se estrenó en el evento Kids Inaugural: «We Are the Future» el 19 de enero de 2009.

## Antecedentes
«The Climb» no fue escrita intencionalmente para la película musical de 2009 Hannah Montana: The Movie. La coautora Jessi Alexander concibió la melodía de la canción mientras conducía hacia la casa de su compañero de composición, Jon Mabe. Una vez allí, Mabe y ella desarrollaron una canción sobre superar los obstáculos de la vida, inspirados en sus luchas personales en la industria musical. Alexander se refirió al proceso como una forma de «terapia» y recordó:

Un día yo estaba conduciendo para ir a trabajar. Era sólo un día típico, nada era especial ese día. Y yo sólo tenía esta melodía en mi cabeza. Y no podía llegar rápido a mi coestritor Jon Mabe o a mi guitarra, yo sólo quería tocar lo que estaba escuchando. Y, sabes, nosotros sólo atribuimos muy rápido y realmente no pensamos nada al respecto. La letra poco a poco empezó a llegar, creo que para los dos. Mi coescritor era un songplugger que simplemente se convirtió en compositor, y yo había tenido contratos discográficos y altibajos en el negocio de la música. Creo que para nosotros, sólo venimos de, ya sabes, «no es una carrera».

La canción que crearon se tituló «It's the Climb» y fue escrita en tercera persona. Alexander describió la versión original como «más espiritual» que la que finalmente se lanzó, y comentó que contenía líneas sobre la oración. Sin embargo, afirmó que sabía que era pop y adecuada para la compañía Walt Disney.
Antes de llegar a Cyrus, varios artistas de música country rechazaron la canción. Finalmente, fue seleccionada por Peter Chelsom, director de Hannah Montana: The Movie, quien la entregó a Cyrus para que la grabara para la película. Chelsom encontró lo que se convertiría en «The Climb» mientras visitaba Nashville, Tennessee, en su búsqueda de 11 canciones nuevas para la película. Después de escuchar la música de Alexander, Chelsom le pidió que enviara canciones para su consideración. Alexander grabó «It's the Climb» en un CD y se lo dio. Semanas después, Chelsom la llamó para decirle que «la canción iba a ser una parte integral de la película». Sin embargo, quería que Mabe y Alexander reescribieran parte del contenido de la canción y la cambiaran de tercera a primera persona. Alexander sintió que los cambios representaban una «parte sustancial de la canción» y comentó: «Para mí, cuando cambias algo de tercera a primera persona, puede cambiar por completo el significado de una línea». Mabe y ella «lucharon por quitar palabras» y sobre cuánto podían cambiar sin perder la integridad de la canción. Después de varios borradores, Mabe y Alexander finalmente crearon una versión que consideraron «perfecta para la película».
Al recibir el borrador final, los cineastas dijeron a los compositores: «Esto es perfecto para Miley, va a cambiar su vida, va a cambiar sus vidas». Chelsom comentó que la canción «elevó» el nivel musical de la película al aprovechar el nuevo rango vocal de Cyrus. Al igual que las otras canciones incluidas en Hannah Montana: The Movie, la canción está «estrechamente entrelazada con la trama y los personajes». En la película, Cyrus interpreta a Miley Stewart, un personaje con una doble vida secreta como la superestrella Hannah Montana. Mantener este secreto causa problemas entre Miley y muchos de los otros personajes, dejándola confundida y arrepentida. Expresa sus emociones escribiendo «The Climb». Según el productor de la película, Alfred Gough, «La canción es su viaje, las lecciones que ha aprendido en la película. Es una épica [...] balada poderosa que encapsula el viaje de Miley y el mensaje de la película».
«The Climb» fue elegida como el sencillo principal de la banda sonora debido a sus elementos country, que presentaron a Cyrus a un público más allá de su audiencia pop habitual. La canción fue el primer esfuerzo en solitario de Cyrus dirigido específicamente a la radio country, aunque anteriormente había grabado y lanzado un dúo country con su padre, Billy Ray Cyrus, titulado «Ready, Set, Don't Go», en 2007. Warren Truitt de About se refirió a la canción como «el intento serio de Miley por irrumpir en el mundo del country contemporáneo». La canción estuvo disponible como descarga digital el 5 de marzo de 2009 a través de un acuerdo de marketing con Rick Hendrix Company y Apple Music. Se lanzó en la radio country y la radio de música contemporánea para adultos en los Estados Unidos el 10 de marzo. El 24 de abril, se lanzó en Alemania como CD. En octubre de 2009, se reeditó en países fuera de los Estados Unidos en la versión internacional del EP de Cyrus, The Time of Our Lives.

## Composición

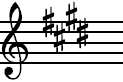
La canción está compuesta en la tonalidad de mi mayor.

«The Climb» es una power ballad de country pop que incorpora estilos de soft rock y pop rock, y tiene una duración de tres minutos y cincuenta y cinco segundos. Sin embargo, a los dos minutos y cuarenta y cinco segundos, un «repentino y enérgico estallido de violines» entra en la canción, llevándola a su máximo poder. Todd Martens, coeditor de la columna musical del Los Angeles Times, dice que Cyrus utiliza «una voz ronca que aporta un toque de rudeza country» a la canción. «The Climb» está en compás de cuatro por cuatro a un tempo moderado de ochenta pulsaciones por minuto. La canción está en la tonalidad de mi mayor, y el rango vocal de Cyrus abarca una octava y media, desde la nota baja de mi3 hasta la nota alta de do♯5. La canción utiliza una progresión de acordes típica de balada con la secuencia E5–Asus2–F♯7sus.
Según el crítico musical Fraser McAlpine de la BBC, la letra de la canción afirma que la vida debe verse como «un viaje que es difícil pero gratificante». Tanto Martens como McAlpine mostraron un interés especial en la línea «It’s always gonna be an uphill battle/Sometimes I’m gonna have to lose». Martens interpretó la línea como un reconocimiento de la cantante de sus propios errores en la vida, mientras que McAlpine escribió: «En esta canción que trata sobre perseverar en las cosas, los compositores han deslizado [...] que los contratiempos ocasionales no son el fin del mundo». Otros han sugerido que Cyrus también está tomando prestado del Mito de Sísifo de Albert Camus, destacando la absurda lucha de la vida.

## Recepción

### Recepción crítica

«The Climb», obtuvo una nominación a los Premios Grammy en la categoría mejor canción escrita para una película, televisión u otro medio visual, pero días después fue descalificada.

La recepción de la crítica para la canción fue generalmente positiva. Fraser McAlpine de la BBC sintió que la letra de la canción era simple, pero elogió la voz de Cyrus: «Miley se absuelve a sí misma muy bien vocalmente, hay momentos en los que su voz suena un poco tensa, pero es bueno oírla en una pista que es un poco más moderada y con menos producción frenética de las canciones uptempo pop descarado a las que estamos acostumbrados». Michael Menachem de la revista Billboard cataloga a la canción como «una de las baladas más fuertes del año». Wesley Morris de The Boston Globe alabó a «The Climb» por ser un «hermoso himno de liberación». Leah Greenblatt de Entertainment Weekly dijo que en canciones como «The Climb», Cyrus logra retomar sus raíces country, sin embargo no se aleja de su audiencia pop habitual. Todd Martens de The Los Angeles Times cree que «The Climb» es una canción adelantada para el día de San Valentín. Sin embargo, Martens opina que es una rara balada de Miley que está a la par con algunas de sus más valientes canciones del género teen pop.
Heather Phares de Allmusic dijo que: «las mejores canciones que Cyrus canta en la banda sonora tienen su propio nombre en ellos». Phares también comparó el estilo musical del álbum con Shania Twain y describió la canción como «natural». Al hacer la revisión crítica de The Time of Our Lives, Michael Hann de The Guardian destacó que «The Climb» es una «balada bastante superior», en comparación con «When I Look At You» y «Obsessed». Hann dijo que la canción le añadió al extended play una balada muy potente que modificó la colección en general. Jon Caraminica de The New York Times describió a «The Climb», como un «nuevo sencillo [...] inspirado en el country rock que fácilmente podría confundirse con un autoajuste de cuentas». Mientras que James Reed de The Boston Globe calificó a la presentación de la canción como «sosa, pero con inspiración». Dan Milliken de Country Universe le otorgó a la canción una calificación de D+. Su opinión se basó únicamente en dos carteles de motivación: para describir la canción, «la vida: No es sobre el destino, sino sobre el viaje», para describir el contenido de la canción, el escritor utilizó el texto «éxito: Todo es fácil cuando eres linda». Posteriormente amplió su opinión, llamándola «una reformulación sin alma de un mensaje filosófico muy famoso que no proporciona un contexto emocionalmente coherente o con justificación». Sin embargo Milliken destacó que Cyrus «es una muy buena cantante para alguien de su edad». Asimismo, en un artículo publicado en 2015 por The Guardian, la canción fue calificada como una de las 10 mejores de la discografía de la cantante.
Premios y nominaciones
| «Para nosotros, es un acuerdo muy desafortunado. Sentimos que nosotros escribimos una gran canción para una película, y nos pidieron adaptarla más a la película, y lo hicimos. Hubo palabras que cambiamos en cada línea de la canción para que funcionara en la película, y la canción pasó por un comité de selección y tres papeletas para ser nominada». ——Jon Mabe hablando acerca de la descalificación de «The Climb». |

«The Climb» ganó la categoría de mejor canción de una película en los MTV Movie Awards 2009, y mejor sencillo en los Teen Choice Awards 2009. En la 52.º entrega de los Premios Grammy, «The Climb» recibió una nominación en la categoría de mejor canción escrita para una película, televisión u otro medio visual, el premio es otorgado al compositor de la canción. Sin embargo, Walt Disney Records retiró la canción de la consideración porque no fue «escrita específicamente para una película, televisión u otro medio visual», como lo dictan las reglas de los Premios Grammy. Según la revista Rolling Stone, «The Climb» fue considerada por error para la nominación. La National Academy of Recording Arts and Sciences (NARAS) y los representantes de los Premios Grammy, emitieron un comunicado diciendo: «Walt Disney Records fue proactivo y se aproximó a nuestro departamento de premios y verificó que la canción no fue escrita específicamente para la película Hannah Montana: The Movie, basandonos en esta información, la Academia ha cumplido con la solicitud de la disquera». Además la Academia recalcó: «Apreciamos la honestidad y diligencia de la disquera en traer este asunto a nuestra atención y nos ayuda a preservar la integridad de nuestro proceso de premiación». NARAS sustituyó la nominación con la canción con más alto potencial, «All is Love», que fue escrita por Karen O y Nick Zinner para la película Donde viven los monstruos. Respecto a la decisión de la Academia de retirar la canción de las nominaciones, la compositora Jessi Alexander expresó su desepción diciendo: «He perdido contratos discográficos y tratado con la política de locos en este negocio, pero nunca he estado tan devastada sobre una situación como esta». Alezander además sostuvo: «Estoy convencida de que la Academia tiene que revaluar los requisitos de elegibilidad en esta categoría, tal vez seremos como conejillos de indias, y esto ayudará en el futuro. Hay un montón de zonas obscuras en esto, y yo quiero asegurarme de que esto no le suceda a otro compositor».

### Recepción comercial

En Estados Unidos, «The Climb» se convirtió en el segundo sencillo de Cyrus en ingresar al top 10 del Billboard Hot 100, el ranking semanal de canciones más importante del país. Además se convirtió en la artista más joven en alcanzar el puesto uno en la lista Adult Contemporary.

En la semana del 7 de marzo de 2009 «The Climb» debutó en el número cuarenta y ocho en la lista Hot Country Songs de Billboard. En la misma semana de su debut, la canción «Back to Tennessee», interpretada por Billy Ray Cyrus, debutó en el número cincuenta y nueve; De acuerdo con la revista, esta es la primera vez que un padre y su hija tenían canciones en las listas de éxitos desde que Johnny Cash y Rosanne Cash posicionaron en 1990 sus canciones «Silver Stallion» y «One Step over the Line», respectivamente. Finalmente, «The Climb» alcanzó el puesto número veinticinco en la lista de canciones country. En la semana que finalizó el 21 de marzo de 2009, la canción debutó en el puesto número seis en el Billboard Hot 100, debido a las ventas superiores a las 166 000 descargas digitales, esto convirtió a «The Climb» en la canción más exitosa de Cyrus en la lista Hot 100, en ese momento, superando su anterior éxito «7 Things», el cual alcanzó el puesto número nueve en julio de 2008. En la semana del 2 de mayo de 2009, la canción alcanzó su punto máximo en el puesto número cuatro en el Hot 100. «The Climb» también alcanzó el puesto número siete en la lista Pop 100, el puesto cuarenta y dos en el Hot Christian Songs, y en el puesto número uno durante quince semanas consecutivas en la lista Hot Adult Contemporary. Cyrus se convirtió en el artista más joven en dominar la lista Adult Contemporary desde que LeAnn Rimes realizó la misma hazaña en 1997 con su canción «How Do I Live». Según Paul Grein de Yahoo! Music, «The Climb» fue el octavo sencillo digital más vendido de 2009. El sencillo fue certificado triple platino por la Recording Industry Association of America (RIAA) por la venta de más de tres millones de copias. Hasta enero de 2014, «The Climb» ha vendido 3 709 000 copias en los Estados Unidos. El 12 de septiembre de 2014, la canción fue certificada con cuatro discos de platino por la venta de más de cuatro millones de copias. En Canadá, «The Climb» entró en el puesto número diesisiete y, finalmente, alcanzó el puesto número cinco en el Canadian Hot 100. El sencillo fue certificado triple platino por Music Canada por la venta de 240 000 descargas digitales.
«The Climb» también fue un éxito en Australia y Nueva Zelanda. La canción debutó en la lista Australian Singles Chart en el número cuarenta y seis el 19 de abril de 2009. Después de diez semanas en la lista, la canción alcanzó el puesto cinco, donde permaneció durante dos semanas consecutivas. «The Climb» se colocó en el puesto ochenta y cuatro en la lista de los sencillos más vendidos durante la década 2000 - 2010. La canción fue certificada platino por la Australian Recording Industry Association (ARIA) por sus ventas superiores a las 70 000 copias. «The Climb» debutó en la lista New Zealand Singles Chart en el puesto veinticinco el 13 de abril de 2009 y alcanzó su punto máximo en el puesto doce el 15 de junio de 2009. El 15 de agosto de 2024, fue certificada triple platino por la Recorded Music NZ (RMNZ) por sus ventas superiores a las 90 000 copias.
En la lista de UK Singles Chart de Reino Unido, «The Climb» hizo su entrada en el puesto ochenta y dos el 28 de marzo de 2009 y alcanzó su punto máximo en el puesto once el 16 de junio de 2009. La canción logró empatar el éxito anterior de «See You Again», el cual logró alcanzar el mismo puesto en octubre de 2008. El sencillo fue certificado plata por la British Phonographic Industry (BPI) por las ventas superiores a las 200 000 copias. En Irlanda, la canción también alcanzó el puesto número 11. En Europa, la canción alcanzó el puesto veintitrés en la lista Eurochart Hot 100 Singles, el puesto once en Belgian Tip Singles Chart (Flandes), y el número cinco en Norwegian Singles Chart.

## Video musical
Matthew Rolston fue el director creativo del video musical de «The Climb», el cual se estrenó en el canal Vevo de Cyrus el 13 de febrero de 2009. El vídeo comienza con una escena donde Cyrus está cargando el estuche de su guitarra, ella va caminando por un largo sendero que se extiende a través de un valle. Al final del valle, el sol comienza a salir. Algunas escenas se realizaron mediante imágenes generadas por computadora. Cyrus tiene su cabello recogido en un moño y lleva una chaqueta, una camiseta gris y botas de vaquero. En el video se van intercalando unas escenas de la película Hannah Montana: The Movie mientras Cyrus va caminando en el sendero. El video finaliza cuando la cantante logra llegar hasta la cima de la montaña. Una versión alternativa del video musical que excluye las escenas de Hannah Montana: The Movie fue enviada a varios canales, incluyendo VH1.
Todd Martens de Los Angeles Times escribió que mientras él disfrutaba de la canción, no estaba seguro sobre la temática del video. Comentó que el video era mejor que el video musical de «7 Things» (2008), además agregó que las imágenes del video musical parecían como si hubieran sido pintadas por Thomas Kinkade y el baile de Cyrus le apareció fuera de lugar. Travis de MTV describió el video como «bellamente filmado, aunque digitalizado en gran medida». Lyndsey Parker de Yahoo! Music recalcó que la escena de la montaña fue similar a la del video musical de Britney Spears «I'm Not a Girl, Not Yet a Woman» (2001), además sintió que la temática era muy parecida a los videos de Bon Jovi. En 2009, el video recibió una nominación para los MuchMusic Video Awards en la categoría de mejor video de un artista internacional, pero perdió contra Lady Gaga y su video musical de «Poker Face».

## Interpretaciones en directo

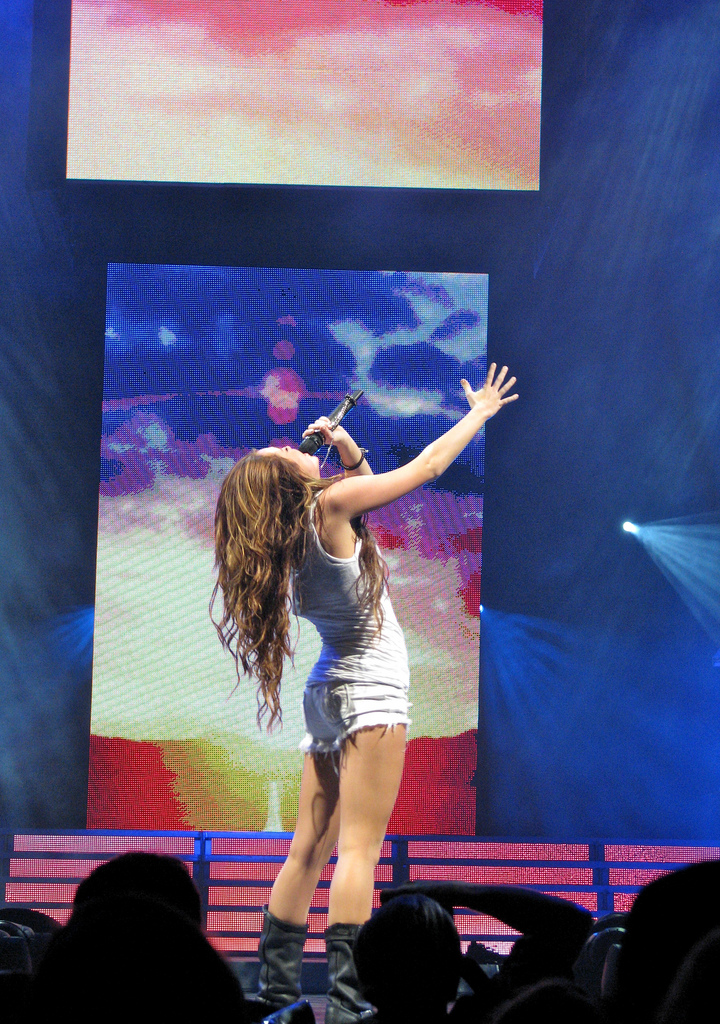
Cyrus Interpretando «The Climb» en el Wonder World Tour

Cyrus fue la encargada de abrir los Kids' Inaugural: «We Are the Future», evento donde se estrenó «The Climb». La presentación se realizó el 19 de enero de 2009, en Washington D. C. en el Verizon Center para celebrar la elección de Barack Obama como Presidente de los Estados Unidos. Cyrus iba vestida con un vestido rojo hecho por la diseñadora de modas Reem Acra. Miley Cyrus dedicó la canción a Sasha y Malia Obama, hijas de Barack Obama. Después del lanzamiento oficial de la canción en marzo de 2009, Cyrus reanudó la promoción de «The Climb», interpretándola en American Idol, The Tonight Show with Jay Leno, en los Academy of Country Music Awards 2009, Good Morning America, y Live! with Kelly and Michael. El 13 de abril, Cyrus interpretó «The Climb», como parte del repertorio de Sesiones @ AOL. El 24 de abril, Cyrus cantó «The Climb» y otras de sus canciones en una Apple Store de Londres. El 7 de junio de 2009, Cyrus volvió a interpretar la canción en la 20.ª annual A Time for Heroes Celebrity Carnival, un carnaval al aire libre en apoyo a la fundación Elizabeth Glaser Pediatric AIDS Foundation. Cyrus canto "The Climb", como el número de cierre de la Tour. En el Wonder World Tour interpretó la canción en Londres en una tienda de Apple el 24 de abril, vestida con una blusa blanca, jeans, y chaqueta de punto beige. El conjunto, junto con algunas de las canciones del padre de Cyrus, Billy Ray Cyrus.
Fue vendido exclusivamente por el Reino Unido en iTunes Store como un EP titulado Miley Cyrus: iTunes Live from London. El 7 de junio de 2009, Cyrus interpretó la canción en el vigésimo Heroes Celebrity Carnival, un carnaval al aire libre el apoyo a la Elizabeth Glaser Pediatric AIDS Foundation. Durante la promoción de su EP The Time of Our Lives, en el que «The Climb» sirve como un bonus track, Cyrus cantó la canción en The Today Show en 28 de agosto y realizó «The Climb» en la Expo D23 primera el 11 de septiembre de 2009.

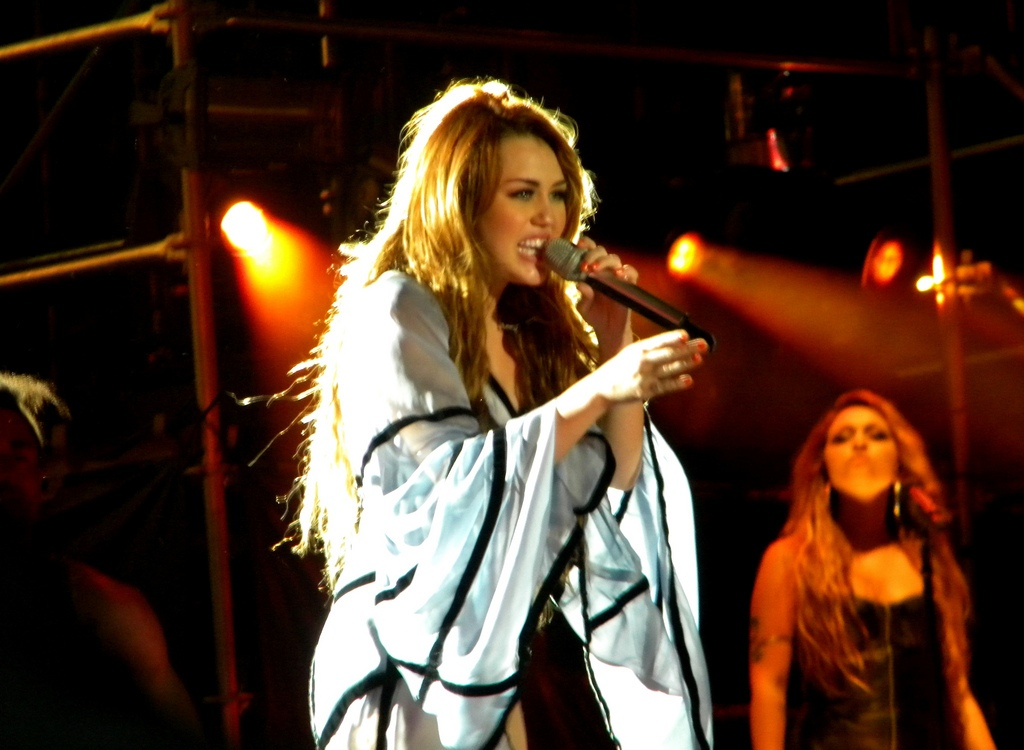
Cyrus interpretando la balada en su gira Gypsy Heart Tour (2011)

En una gira de cinco ciudades, canto la canción en acústico en radio promocional que llegó a más de doscientos cincuenta por seis días para promover Hannah Montana: La Banda sonora de la Película, Cyrus realizó «The Climb». La canción también figura en el repertorio de su gira de 2009 Wonder World Tour, su primera gira mundial; Cyrus interpretó la canción como el número de cierre en cada lugar, mientras que con pantalones cortos blancos, una camiseta blanca, botas y un chaleco metálico. Al principio de cada actuación, se quitaba el chaleco y el cinturón y luego, lentamente recorría el escenario mientras cantaba. Cerca del final, en las pantallas gigantes, se muestra el vídeo e imágenes aéreas de motivación. Una vez que terminó, Cyrus salió por un pasillo en el escenario, mientras los fuegos artificiales se dispararon por encima. 
Melinda M. Thompson, de The Oregonian describe la interpretación de la canción en el concierto del 14 de septiembre en Portland, Oregón, en el Rose Garden Arena «realmente un momento para recordar - la entrega emotiva y conmovedora de Miley». «The Climb», de acuerdo con Jim Harrington del Oakland Tribune el rendimiento fue «oferta más estrecha» que atrajo a una gran respuesta en el 18 de septiembre de conciertos en Oakland, California, en la Arena Oracle. Actualmente el video cuenta con más de 160 000 000 reproducciones en la página YouTube.
La balada también fue añadida al repertorio de la gira mundial de 2011 de Cyrus, denominada Gypsy Heart Tour, la actuación de la canción estuvo basada en una Cyrus sencilla, vestida en un vestido de gasa mientras se mueve por el escenario.
El 2 de octubre de 2017, Cyrus estuvo estrella invitada en el programa de Jimmy Fallon The Tonight Show para la promoción del que era su nuevo álbum Younger Now, pero con motivo del Tiroteo de Las Vegas, Cyrus decidió no cantar ninguna canción nueva, sino que interpretó su sencillo de «The Climb» en honor a las víctimas. El 24 de marzo Cyrus participó en la manifestación March for Our Lives de Washington D. C., para reivindicar una mayor regularización y limitación del mercado de las armas en Estados Unidos, interpretando su canción «The Climb» en la protesta, donde acudieron más de un millón de personas solo en la capital estadounidense.
El 15 de mayo de 2020, Cyrus mediante un en vivo en Facebook Watch durante el evento Celebrate The Class Of 2020, interpretó la canción y dio un breve discurso a todos los graduados de la generación del 2020 que no pudieron realizar su graduación debido a la pandemia del coronavirus.
La canción también fue interpretada durante 2021 y 2022 en el Attention Tour, una gira de principalmente festivales realizada en América para promocionar su séptimo álbum de estudio Plastic Hearts.
El 10 de marzo de 2023, se estrenará el especial Endless Summer Vacation (Backyard Sessions) en Disney+, en el cual Cyrus interpretará «The Climb» en vivo junto a ocho canciones del álbum Endless Summer Vacation y un dúo con Rufus Wainwright, además de una entrevista.

## Lista de canciones
- EU/US CD Single[76]

1. «The Climb» (Album Version) – 3:55
2. «The Climb» (Stripped Version) – 3:56

- UK CD Single[77]

1. «The Climb» (Album Version) – 3:55
2. «Fly on the Wall» (David Khane Remix) – 2:34

- EU Maxi CD Single[78]

1. «The Climb» (Album Version) – 3:55
2. «The Climb» (Stripped Version) – 3:56
3. «The Climb» (Full Pop Mix) – 3:51

## Posicionamiento en listas

### Semanales
| País           | Lista                            | Mejor Posición |
| -------------- | -------------------------------- | -------------- |
| Argentina      | Top 100 Singles                  | 32             |
| Brasil         | Hot 100 Singles                  | 9              |
| Canadá         | Hot 100 Singles                  | 5              |
| Chile          | Top 100 Singles                  | 37             |
| Colombia       | 40 principales                   | 2              |
| Estados Unidos | Billboard Hot 100                | 4              |
| Estados Unidos | AOL Video                        | 1              |
| Estados Unidos | AOL Radio                        | 1              |
| Estados Unidos | Radio Songs                      | 7              |
| Estados Unidos | Hot Adult Contemporary Tracks    | 1              |
| Estados Unidos | Hot Digital Songs                | 2              |
| Estados Unidos | Airplay Top 100                  | 5              |
| Estados Unidos | Mediabase Top 40                 | 3              |
| Estados Unidos | Adult Pop Songs                  | 5              |
| Estados Unidos | Ringtones                        | 9              |
| Estados Unidos | Christian Songs                  | 42             |
| Estados Unidos | Lala.com                         | 18             |
| Estados Unidos | Yahoo Video                      | 6              |
| México         | Top 100 Singles                  | 69             |
| Alemania       | Top 100 Singles                  | 41             |
| Austria        | Top 75 Singles                   | 30             |
| Bélgica        | Top 50 Singles                   | 11             |
| Dinamarca      | Top 40 Singles                   | 37             |
| España         | Top 100 Singles                  | 46             |
| Países Bajos   | ITunes Top 100 Soundtracks Songs | 1              |
| Europa         | Hot 100 Singles                  | 25             |
| Francia        | Top 100 Singles                  | 16             |
| Irlanda        | Top 50 Singles                   | 11             |
| Noruega        | Top 40 Singles                   | 5              |
| Polonia        | Top 100 Singles                  | 25             |
| Portugal       | Top 50 Singles                   | 6              |
| Suecia         | Top 60 Singles                   | 40             |
| Suiza          | Top 100 Singles                  | 38             |
| Reino Unido    | Top 75 Singles                   | 11             |
| Australia      | Top 50 Singles                   | 5              |
| Nueva Zelanda  | Top 50 Singles                   | 12             |

## Certificaciones
| País (Organismo certificador) | Certificaciones | Ventas certificadas | Ref.   |
| ----------------------------- | --------------- | ------------------- | ------ |
| Alemania (BVMI)               | Oro             | 150 000             | [ 87 ] |
| Australia (ARIA)              | 7× Platino      | 490 000             | [ 88 ] |
| Brasil (Pro-Música Brasil)    | Platino         | 60 000              | [ 89 ] |
| Canadá (CRIA)                 | 3× Platino      | 300 000             | [ 90 ] |
| Dinamarca (IFPI)              | Platino         | 90 000              | [ 91 ] |
| España (PROMUSICAE)           | Platino         | 60 000              | [ 92 ] |
| Estados Unidos (RIAA)         | 7× Platino      | 7 000               | [ 93 ] |
| Nueva Zelanda (RMNZ)          | 3× Platino      | 90 000              | [ 47 ] |
| Reino Unido (BPI)             | Platino         | 600 000             | [ 49 ] |

## Premios y nominaciones
«The Climb» fue nominado en distintas ceremonias de premiación. A continuación, una lista con algunas de las candidaturas que obtuvo la canción:
| Año  | Premiación             | Categoría                           | Resultado     | Ref.          |
| ---- | ---------------------- | ----------------------------------- | ------------- | ------------- |
| 2009 | MTV Movie Awards       | Mejor Canción Para Una Película     | Ganadora      | [ 94 ]        |
| 2009 | MuchMusic Video Awards | Video Internacional del Año         | Nominada      | [ 95 ]        |
| 2009 | Teen Choice Awards     | Mejor Música: Sencillo              | Ganadora      | [ 96 ]        |
| 2010 | ASCAP Pop Music Awards | Mejor Canción                       | Ganadora      | [ 97 ]        |
| 2010 | Grammy Awards          | Mejor Canción Escrita Para Película | Descalificada | [ 98 ] [ 99 ] |
| 2010 | MYX Music Awards       | Video Internacional Favorito        | Nominada      | [ 100 ]       |
| 2010 | VEVO Certified         | 100 millones de reproducciones      | Ganadora      | [ nota 1 ]    |

## Historial de lanzamientos
| País           | Fecha                   | Formato                  | Versión            | Discográfica                                                 | Ref.            |
| -------------- | ----------------------- | ------------------------ | ------------------ | ------------------------------------------------------------ | --------------- |
| Estados Unidos | 10 de marzo de 2009     | Adult contemporary radio | Original           | Walt Disney Records, Hollywood Records                       | [ 101 ]         |
| Estados Unidos | 10 de marzo de 2009     | Country radio            | Original           | Walt Disney Records, Hollywood Records, Lyric Street Records | [ 102 ]         |
| Alemania       | 24 de abril de 2009     | CD                       | Original, stripped | Hollywood Records                                            | [ 103 ]         |
| Estados Unidos | 11 de noviembre de 2022 | Vinilo de 12 pulgadas    | Original           | Walt Disney Records                                          | [ 104 ] [ 105 ] |

## Trascendencia enBillboardHot 100
| Posición | 6 | 9 | 11 | 8 | 10 | 8 | 4 | 9 | 11 | 10 | 11 | 15 | 12 | 13 | 12 | 15 | 16 | 17 | 17 | 18 | 21 | 22 | 28 | 30 | 30 | 36 | 42 | 45 |